# Sains-en-Gohelle
Sains-en-Gohelle település Franciaországban, Pas-de-Calais megyében. Lakosainak száma 5972 fő (2022. január 1.). Sains-en-Gohelle Mazingarbe, Aix-Noulette, Bouvigny-Boyeffles, Bully-les-Mines, Hersin-Coupigny és Nœux-les-Mines községekkel határos.

## Népesség
A település népessége az elmúlt években az alábbi módon változott:
| Lakosok száma | 6363 | 6280 | 6249 | 6145 | 6077 | 6060 | 6035 | 5995 | 5972 |
|               | 2013 | 2015 | 2016 | 2017 | 2018 | 2019 | 2020 | 2021 | 2022 |